# كيف تقرأ كتابا؟

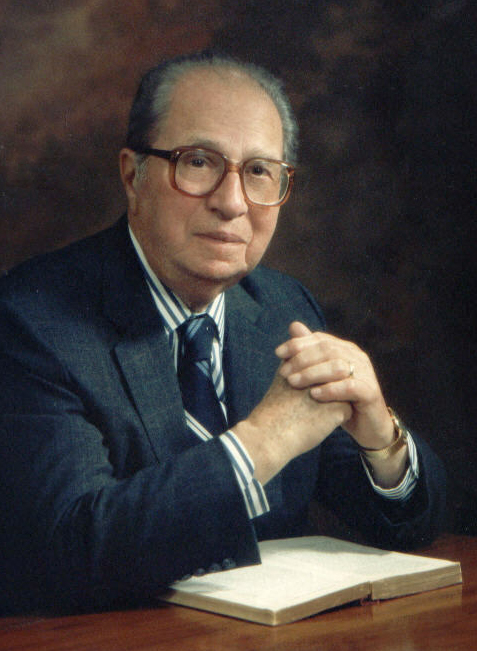

ألف مورتيمر أدلر كتاب كيف تقرأ كتابًا عام 1940 وشارك في تأليف الطبعة المنقحة عام 1972 مع تشارلز فان دورين الذي وفَّر قواعد إرشادية لقراءة كتب من أي تراث قراءة نقدية. تنقيح طبعة 1972 بالإضافة إلى أول إصدار يتعامل مع الأنواع الأدبية مثل (الشعر، والتاريخ، والعلوم، والخيال، وما إلى ذلك)، والقراءة البحثية ووقراءة المراجع.
كتاب «كيف تقرأ كتابًا» مقسم إلى أربعة أجزاء وكل جزء يحتوي على عدة فصول

## الجزء الأول: أبعاد القراءة
يشرح أدلر لمن تم توجيه الكتاب له ويعرف مستويات مختلفة من القراءة ويشير إلى المستويات التي سيتم تناولها، كما أنه يقدم حجة مختصرة لصالح الكتب العظيمة، ويشرح الأسباب التي دفعته لكتابة «كيف تقرأ كتابًا».
هناك ثلاثة أنواع للمعرفة: المعرفة العملية، والمعلوماتية، والادراكية. ناقش ادلر أساليب لاكتساب المعرفة، واستنتج أن المعرفة العملية وإن كان يمكن تعليمها بأنها لا يمكن أن تتقن بدون خبرة أما المعرفة المعلوماتية فمن الممكن أن تكتسب من قبل شخص يساوي فهمه لفهم المؤلف، وأنه من الأفضل أن يتم التعلم من الشخص الذي يحقق فهم المذكور.
التواصل المباشر من اللذين اكتشفوا فكرة لأول مرة تعد أفضل طريقة للفهم وهذه حجة ادلر لقراءة الكتب العظيمة، فإن أي كتاب لا يقدم اتصالا أصليا يعتبر أقل قيمة من الكتاب الأصلي، وأي معلم احتفظ باللذين قاموا بتأليف الموضوع الذي يقدمه يعتبر كمصدر للفهم أقل قيمة من الكتب العظيمة.
قضى ادلر على الجزء الأول قدراً لابأس به يشرح فيه الأسباب التي اجبرته على كتابة «كيف تقرأ كتابًا»، وأكد على أنه قلة من الناس يستطيعون قراءة كتاب من أجل الفهم، ولكنه يعتقد بأن غالبيتهم قادرين على ذلك، نظرا للتوجيهات الصحيحة وإرادتهم للقيام بذلك، فلذلك ينوي تقديم تلك التوجيهات، وقضى أيضا بعض الوقت يشرح فيه للقارئ عن اعتقاده بأن نظام التعليم فشل في تدريس الطلاب فن القراءة الجيدة بما في ذلك المؤسسات الجامعية وطلاب المراحل الجامعية الأولى، واستنتج ادلر أنه بسبب هذه العيوب في التعليم الرسمي، فإنه يقع على الأفراد مسؤولية صقل هذه القدرات في أنفسهم، ومن خلال هذا الجزء يربط ادلر حكايات وملخصات تجربته في مجال التعليم كداعم لتأكيداته.

## الجزء الثاني: المستوى الثالث من القراءة: القراءة التحليلية
في هذا الجزء يحدد ادلر طريقته لقراءة الكتب غير الخيالية من أجل تحقيق الفهم مدعيا أن هناك ثلاثة أساليب أو قراءات مختلفة يجب أن تطبق من أجل فهم الكتاب فهما جيدا ولكن أداء هذه المستويات الثلاثة من القراءات لا يعني بالضرورة قراءة الكتاب ثلاثة مرات، حيث أن القارئ الخبير سيكون قادرا على أداء المستويات الثلاثة من خلال قراءة الكتاب مرة واحدة فقط، وصنف ادلر هذه القراءات بالترتيب وسماها بالقراءة الهيكلية والتفسيرية والانتقادية.
- المرحلة الهيكلية: وهي المرحلة الأولى من القراءة التحليلية وتتعلق بفهم بنية الكتاب وهدفه، وتبدأ بتحديد الموضوع الأساسي ونوع الكتاب المختار للقراءة؛ وذلك لتحسين توقع محتويات الكتاب وفهمه منذ البداية، وقال ادلر بأنه يجب على القارئ التمييز بين الكتب النظرية والعملية وتحديد مجال الدراسة التي يتناولها الكتاب، وقال أيضا أنه يجب على القارئ أن يلاحظ أي انقسامات في الكتاب لا تقتصر على تلك المبينة في جدول المحتويات، وأخيرا يجب على القارئ أن يجد المشاكل التي يسعى الكاتب إلى حلها.
- المرحلة التفسيرية:وهي المرحلة الثانية من القراءة التحليلية وتشمل على بناء حجج المؤلف، وتتطلب من القارئ أن يلاحظ ويفهم أي عبارات أو مصطلحات خاصة يستخدمها الكاتب، وبمجرد أن يتم ذلك يجب على القارئ أن يجد ويعمل على فهم كل اقتراح مقدم من المؤلف بالإضافة إلى دعم تلك الاقتراحات.
- المرحلة الانتقادية: في المرحلة الثالثة من القراءة التحليلية، يوجه ادلر القراء لنقد الكتب، ويؤكد أنه بعدما يفهم القارئ مقترحات وحجج المؤلف فإنه يرتفع مستوى فهمه إلى مستوى فهم المؤلف لذلك يعد القارئ قادرا وملزما على الحكم على جودة الكتاب ودقته، ويدعو ادلر إلى الحكم على الكتب على أساس سلامة حججه، وبالرغم من أن الشخص حرا في ابدا رأيه بعدم الإعجاب، إلا أنه لا يجوز أن يختلف مع حجة ما لم يجد فيها خطأ في استنتاجاتها أو وقائعها أومنطقها. في بعض الأحيان تسمى الطريقة المعروضة طريقة (الهيكلة والاقتراح والتقييم) على الرغم من أن هذا المصطلح لم يستخدم في الكتاب.

## الجزء الثالث: مناهج لأنواع مختلفة من القراءة
في الجزء الثالث، يناقش ادلر بإيجاز الاختلافات في تناول أنواع مختلفة من الأدب ويقترح قراءة العديد من الكتب الأخرى، ويشرح طريقة منهجية «الكتب العظيمة» –قبل قراءة أعمال أي مؤلف، اقرا الكتب التي أثرت عليه– ويعطي ادلر في هذا الجزء أمثلة عديدة على هذه الطريقة.

## الجزء الرابع: الأهداف الأساسية من القراءة
يغطي الجزء الأخير من الكتاب المستوى الرابع من القراءة: قراءة «المراجع». في هذه المرحلة، يوسع القارئ ويعمق معرفته حول موضوع معين، على سبيل المثال: (الحب، أو الحرب، أوفيزياء الجسيمات، الخ) ويكون ذلك من خلال قراءة عدة كتب عن الموضوع. أما في الصفحات الأخيرة من هذا الجزء، يشرح المؤلف الفوائد الفلسفية من القراءة على أنها «نمو للعقل» و «تجربة أكمل لشخص واعي.»

## قائمة القراءة (طبعة عام 1972)
قدم المؤلف في كتابه عام 1972 ملحقاً لقائمة لكتب يوصى قراءتها وهي على النحو التالية:
1. هوميروس – الإلياذة، أوديسة
2. العهد القديم
3. إسخيلوس – تراجيديا
4. سوفوكليس – تراجيديا
5. هيرودوت – تاريخ هيرودوتس
6. يوربيديس – تراجيديا
7. ثوقيديدس - تاريخ الحرب البيلوبونيسية
8. أبقراط - كتابات طبية
9. أريستوفان -  مسرحي كوميدي
10. أفلاطون - محاورات
11. أرسطو – أعمال
12. إبيقور - رسالة إلى هيرودوت؛ رسالة إلى  ميناقايوس
13. إقليدس - العناصر
14. أرخميدس – أعمال
15. أبلونيوس البرغاوي - قطع مخروطي
16. شيشرون – أعمال
17. لوكريتيوس - في طبيعة الأشياء
18. فيرجيل - أعمال
19. هوراس - أعمال
20. ليفي - تاريخ روما
21. أوفيد - أعمال
22. بلوطرخس - حيوات موازية، موراليا
23. تاسيتس - التواريخ، الحوليات، جرمانيا، أغريكولا
24. نيقوماخس الجرشي - مقدمة في الحساب
25. ابكتيتوس - خطابات ابكتيتوس، انكيريديون
26. بطليموس - المجسطي
27. لوقيان السميساطي - أعمال
28. ماركوس أوريليوس - التأملات
29. جالينوس - حول الكليات الطبيعية
30. العهد الجديد
31. أفلوطين - تاسوعات
32. أوغسطينوس - اعترافات القديس أوغسطين، مدينة الله، على المعلم، على العقيدة المسيحية
33. ملحمة رولاند
34. نيبيلانجين ليد
35. ساغا نيال
36. توما الأكويني - الخلاصة اللاهوتية
37. دانتي أليغييري - الكوميديا الإلهية، الملكية، الحياة الجديدة
38. جيفري تشوسر - ترويلوس وكريسيدي، حكايات كانتربري
39. ليوناردو دا فينشي - دفاتر
40. نيكولو مكيافيلي - الأمير، نقاشات حول ليفي
41. إيراسموس - مديح الحمق
42. نيكولاس كوبرنيكوس - الكتاب في دورات الكواكب السماوية
43. توماس مور - يوتوبيا
44. مارتن لوثر - حديث الطاولة، ثلاث أطروحات
45. فرانسوا رابليه - غارغانتوا وبانتاغرويل
46. جان كالفن - تأسيس الديانة المسيحية
47. ميشيل دي مونتين - مقالات
48. وليام جيلبرت - المغناطيس والأجسام المغناطيسية ومغناطيسية الأرض الكبير
49. ميغيل دي ثيربانتس - دون كيخوتي
50. إدموند سبنسر - بروثالاميون، ملكة الجن
51. فرانسيس بيكون - مقالات، النهوض بالتعلم، الأورجانون الجديد، أطلانطس الجديدة
52. وليم شكسبير - شعر ومسرحيات
53. غاليليو غاليلي - رسالة فلكية، علمان جديدان
54. يوهانس كيبلر - مختصر علم الفلك الكوبيرنيكي، هارمونيكس موندي
55. ويليام هارفي - تمارين تشريحية على حركة القلب والدم في الحيوانات، على الدورة الدموية، عن نشوء الحيوانات
56. توماس هوبز - اللفياثان
57. رينيه ديكارت - قواعد توجيه الفكر، مقال عن المنهج، الهندسة، تأملات في الفلسفة الأولى
58. جون ميلتون - أعمال
59. موليير - كوميديا
60. بليز باسكال - الرسائل الإقليمية، أفكار، الاطروحات العلمية
61. كريستيان هوغنس - رسالة في الضوء
62. باروخ سبينوزا - أخلاقيات
63. جون لوك - رسالة في التسامح، رسالتان في الحكم المدني، مبحث في الفاهمة البشرية (لجون لوك)، بعض الأفكار عن التعليم
64. جان راسين - المآسي
65. إسحاق نيوتن - الأصول الرياضية للفلسفة الطبيعية، البصريات
66. غوتفريد لايبنتس - خطاب حول الميتافيزيقا، مقالات جديدة عن الفهم الإنساني، مونادولوجيا
67. دانييل ديفو - روبنسون كروزو
68. جوناثان سويفت - قصة الحوض، يوميات لستيلا، رحلات غوليفر، اقتراح متواضع
69. وليم كونجريف - هكذا العالم
70. جورج بيركلي - رسالة بخصوص مبادئ المعرفة الإنسانية
71. ألكسندر بوب - مقال عن النقد، اغتصاب القفل، مقالة عن الإنسان
72. مونتسكيو - رسائل فارسية، روح القوانين
73. فولتير - رسائل على اللغة الإنجليزية، كانديد، قاموس فلسفي، ميكروميغاس
74. هنري فيلدنغ - جوزيف أندروز، تاريخ توم جونز اللقيط
75. صمويل جونسون - غرور رغبات الإنسان، قاموس للغة الإنجليزية، تاريخ راسيلاس أمير الحبشة، حياة أبرز الشعراء الإنجليز
76. ديفيد هيوم - رسالة في الطبيعة البشرية، مقالات الأخلاقية والسياسية، مبحث في الفاهمة البشرية
77. جان جاك روسو - أصل التفاوت بين الناس، في التربية: إميل نموذجا، العقد الاجتماعي
78. لورنس ستيرن - حياة وآراء تريسترام شاندي، رحلة وجدانية عبر فرنسا وايطاليا
79. آدم سميث - نظرية المشاعر الأخلاقية، ثروة الأمم
80. إيمانويل كانط - نقد العقل المحض، أسس غيبيات الأخلاق، نقد العقل العملي، نقد ملكة الحكم، علم الحق، السلام الدائم: مخطط فلسفي
81. إدوارد جيبون - تاريخ ضعف وسقوط الإمبراطورية الرومانية، مذكرات حياتي وكتاباتي
82. جيمس بوزويل - حياة صموئيل جونسون
83. أنطوان لافوازييه - مبادئ الكيمياء
84. ألكسندر هاميلتون - أوراق الفيديراليست
85. جيرمي بنثام - مقدمة في مبادئ الأخلاق والتشريع، نظرية القصص
86. يوهان غوته - من حياتي: الشعر والحقيقة، فاوست
87. جوزيف فورييه - النظرية التحليلية للحرارة
88. جورج فيلهلم فريدريش هيغل - ظاهريات الروح، أصول فلسفة الحق، محاضرات في فلسفة التاريخ
89. ويليام ووردزوورث - قصائد
90. صامويل تايلر كولريدج - قصائد، السيرة الذاتية الأدبية
91. جاين أوستن - كبرياء وتحامل، إيما
92. كارل فون كلاوزفيتز - عن الحرب
93. ستندال - الأحمر والأسود، تشارترهاوس بارما، عن الحب
94. جورج غوردون بايرون - دون خوان
95. أرتور شوبنهاور - دراسات في التشاؤم
96. مايكل فاراداي - التاريخ الكيميائي للشمعة، أبحاث تجريبية في الكهرباء
97. تشارلز لايل - مبادئ الجيولوجيا
98. أوغست كومت - الفلسفة الوضعية
99. أونوريه دي بلزاك - الأب غوريو، أوجيني غراندي
100. رالف والدو إمرسون - المقالات، ممثل الرجال
101. ناثانيال هاوثورن - الحرف القرمزي
102. ألكسيس دو توكفيل - الديمقراطية في أمريكا
103. جون ستيوارت مل - نظام المنطق، عن الحرية، اعتبارات بشأن الحكومة التمثيلية، النفعية، استعباد النساء، السيرة الذاتية
104. تشارلز داروين - أصل الأنواع، علاقة أصل الإنسان والاختيار بالجنس، السيرة الذاتية
105. تشارلز ديكنز - مذكرات بكوك، ديفيد كوبرفيلد، أوقات عصيبة
106. كلود برنارد - مقدمة لدراسة الطب التجريبي
107. هنري ديفد ثورو - والدن، العصيان المدني
108. كارل ماركس - رأس المال، بيان الحزب الشيوعي
109. جورج إليوت - آدم بيد، مدل مارش
110. هرمان ملفيل - موبي ديك، بيلي باد
111. فيودور دوستويفسكي - الجريمة والعقاب، الأبله، الإخوة كارامازوف
112. جوستاف فلوبير - مدام بوفاري، ثلاث حكايات
113. هنريك إبسن - مسرحيات
114. ليو تولستوي - الحرب والسلم، آنا كارينينا، ما الفن؟، ثلاث وعشرون حكاية
115. مارك توين - مغامرات هكلبيري فين، الغريب الغامض
116. ويليام جيمس - مبادئ علم النفس، تنويعات التجربة الدينية، البراغماتية، مقالات في التجريبية الراديكالية
117. هنري جيمس - الأمريكي، السفراء
118. فريدريك نيتشه - هكذا تكلم زرادشت، ما وراء الخير والشر، في علم أنسـاب الأخلاق، إرادة القوة
119. هنري بوانكاريه - العلم والفرضية، العلم والطريقة
120. سيغموند فرويد - تفسير الأحلام، محاضرات تمهيدية في التحليل النفسي، قلق في الحضارة، محاضرات تمهيدية جديدة حول التحليل النفسي
121. جورج برنارد شو - مسرحيات ومقدمات
122. ماكس بلانك - أصل وتطور نظرية الكم. إلى أين يتجه العلم؟ السيرة الذاتية العلمية
123. هنري برجسون - الزمن والإرادة الحرة، المادة والذاكرة، التطور الخلاق، المصدران للأخلاق والدين
124. جون ديوي - كيف نفكر، الديمقراطية والتعليم، الخبرة والطبيعة، المنطق: نظرية الاستقصاء
125. ألفريد نورث وايتهيد - مقدمة للرياضيات، العلم والعالم الحديث، أهداف التعليم ومقالات أخرى، مغامرات الأفكار
126. خورخي سانتايانا - حياة العقل، الشك والإيمان الحيواني، الأشخاص والأماكن
127. فلاديمير لينين - الدولة والثورة
128. مارسيل بروست - البحث عن الزمن المفقود
129. بيرتراند راسل - مشكلات الفلسفة، تحليل العقل، تحقيق في المعنى والحقيقة، المعرفة الإنسانية نطاقها وحدودها
130. توماس مان - الجبل السحري، يوسف وإخوته
131. ألبرت أينشتاين - معنى النسبية، حول طريقة الفيزياء النظرية، تطور الأفكار في الفيزياء
132. جيمس جويس - ناس من دبلن، صورة الفنان في شبابه، عوليس
133. جاك ماريتان - الفن والمدرسية، درجات المعرفة، حقوق الإنسان والقانون الطبيعي؛ الإنسانية الحقيقية
134. فرانس كافكا - المحاكمة، القلعة
135. أرنولد توينبي - دراسة للتاريخ، الحضارة في المحاكمة
136. جان بول سارتر - الغثيان، لا مخرج، الوجود والعدم
137. ألكسندر سولجنيتسين - في الدائرة الأولى، جناح السرطان